# José Ignacio Churruca Sistiaga
José Ignacio Churruca Sistiaga (Zarautz, Guipúscoa, 28 de gener de 1949), conegut com a Churruca, és un exfutbolista basc que jugava com a davanter. Va militar en equips de la Primera Divisió espanyola com el Real Sporting de Gijón, l'Athletic Club i l'Hèrcules CF. A més, va ser setze vegades internacional amb la selecció espanyola.

## Trajectòria
Va jugar tres temporades a l'equip juvenil del CD Zarautz i, posteriorment, va fitxar pel Real Sporting de Gijón on va estar mitja temporada de la 1967-68 cedit al CD Ensidesa. A l'Sporting s'hi va estar fins al descens de l'equip el 1976, moment en què va ser traspassat a l'Athletic Club, i el 1980 va fitxar per l'Hèrcules CF. Amb els seus equips de Gijón, Bilbao i Alacant va acumular 336 partits a Primera Divisió. Després de l'Hèrcules, va fitxar pel CF Lorca Esportiva a Segona B, on va jugar la temporada 1982-83 i la meitat de la 1983-84. També ha entrenat equips com la Penya Esportiva Santa Eulàlia, a qui va classificar per disputar la promoció d'ascens a Segona B la temporada 2001-02.

## Internacional
Va ser internacional absolut amb Espanya en setze ocasions, i també ho va ser en categoria sub-23 dues vegades. El seu debut es va produir el 20 de febrer de 1971 en un amistós davant Itàlia. El seu últim partit amb la selecció espanyola va ser el 26 d'octubre de 1977 davant Romania.